# Јесен стиже, дуњо моја
„Јесен стиже, дуњо моја”, односно „Не варај јарана”, љубавна је песма српског песника Милорада Петровића Сељанчице. Касније је на њене стихове Исидор Иса Бајић компоновао музику.
Песма говори о љубави младића према девојци. Снимили су је између осталих и Звонко Богдан,  Предраг Тозовац, Милан Прунић и Раша Павловић. Временом је постала стандардни део репертоара тамбураша. Ђорђе Балашевић је спомиње у песми „Свирајте ми Јесен стиже, дуњо моја”.
Постоји још једна песма која носи исти назив, због чега се често брка са Петровићевом песмом. У питању је обрада мађарске песме, за коју је текст написао Јован Јовановић Змај. Њу су певали Душан Јакшић, Легенде, Звонко Богдан, Оливер Драгојевић и многи други.

## Текст песме
Јесен стиже, дуњо моја,

јесен рана.

Од јесени до јесени

све се село већ ижени.

Душо моја, бежи мени!

Не варај јарана!

Сваке ноћи, дуњо моја,

сваког дана,

бројим сате, мислим на те,

душо моја, умрех за те!

Буди моја, благо мени!

Не варај јарана!

Младост прође, дуњо моја,

младост рана.

Ја те, душо, жељан оста',

чекања је било доста.

Бежи мени о јесени!

Не варај јарана!